# Samarpan

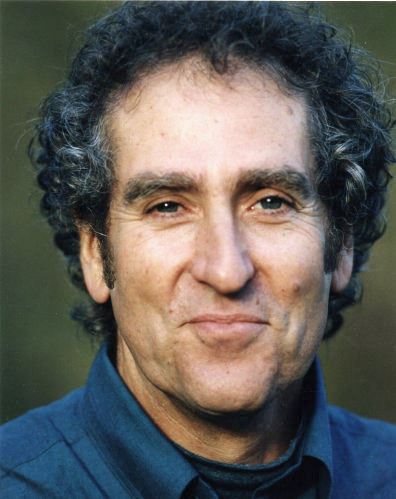
Samarpan (um 2000)

Samarpan (* 27. August 1941 in San Francisco als Sam Golden) ist ein US-amerikanischer spiritueller Lehrer. Er lehrt in Deutschland als Neo-Advaita-Meister.

## Einführung
Samarpan wuchs in einer von Religion und Spiritualität geprägten Familie auf. Mit 16 Jahren besuchte er eine katholische Priesterschule, die er verließ, um Psychologie zu studieren. Er wurde Schüler Oshos und lebte in dessen Gemeinschaft in Oregon.
Nach dessen Tod traf er die nordamerikanische Advaita-Lehrerin Gangaji. Unter ihrem Einfluss und dem der Lehren ihrer Meister Papaji und Ramana Maharshi habe er seine wahre Natur erkannt, so Samarpan.

## Tätigkeit
Seit 1998 gibt Samarpan vorwiegend in Deutschland, der Schweiz und Österreich Satsang. Samarpan begleitet dabei Menschen durch ihre persönlichen Prozesse. Der Mensch sei nur physische Reflexion der göttlichen Vollkommenheit, die durch ihre individuelle Prägung in nichts geschmälert werde. Gefühle sollten ohne Bewertung so angenommen werden, wie sie sind. Alle Emotionen sollten vorbehaltlos akzeptiert werden, ohne sie verändern, dramatisieren oder auslöschen zu wollen. Im Erkennen dessen, dass nichts verkehrt sei, so Samarpan, erfahre man Frieden unabhängig von allen äußeren Lebensumständen.
An die Besucher seiner Satsangs werden keine Regeln gestellt. Es gibt keine Mitgliedschaften oder feste Gruppen, das Publikum ist keine Gemeinschaft. Kinder sind willkommen, ihre Eltern werden gebeten, sie nicht in ihrem Ausdruck einzuschränken. Die Satsangs mit Samarpan finden auf Spendenbasis statt, Retreats mit einem festen Beitrag, und werden grundsätzlich zweisprachig (deutsch/englisch) mit Liveübersetzung gehalten. In großen Städten füllt Samarpan Säle mit über hundert Menschen, eine Sendung des WDR im Mai 2005 sorgte für Aufmerksamkeit.
Seit August 2008 sind alle öffentlichen Satsangs – ab 19:30 Uhr – auch live im Internet zu sehen, siehe Samarpans Website und Jetzt-TV. Ausgewählte Satsangmitschnitte sind mit Genehmigung beteiligter Satsangteilnehmender ebenfalls unter Jetzt-TV anzuschauen.
Die Online-Teilnahme an Retreats via Live-Stream ist seit 2014 über Samarpans Website an einigen Terminen möglich. Im Frühjahr 2016 veranstaltete Samarpan zum ersten Mal einen sogenannten Home Online Retreat, der großen Zuspruch fand. Bei einem Home Online Retreat gibt Samarpan täglich zwei Satsangs von zu Hause aus, in denen er nur Fragen über das Internet beantwortet. Die Teilnahme ist hier ebenso jeweils von zu Hause, alleine oder in Gruppen möglich.